# Estación de Meursault
La estación de Meursault es una estación ferroviaria francesa de la línea París - Marsella, situada en la comuna de Meursault, en el departamento de Côte-d'Or, en la región de Borgoña. Por ella transitan únicamente trenes regionales que unen Dijon con Chalon-sur-Saône.

## Situación ferroviaria
La estación se encuentra en la línea férrea París-Marsella (PK 358,403). 

## Descripción
La estación configurada como un simple apeadero se compone de dos andenes laterales y de dos vías. 

## Servicios ferroviarios

### Regionales
Los TER Borgoña enlazan Dijon con Chalon-sur-Saône.